# M. Jonathan Turner
M. Jonathan Turner (* 13. März 1915 in Oakville, Indiana; † 13. Oktober 1995 in Bellevue, Washington) war ein US-amerikanischer Flugzeugingenieur.

## Leben
Turner erwarb im Juni 1936 am Ball State Teachers College in Muncie (Indiana) den Bachelor in Mathematik und Physik; ein Jahr später verlieh ihm die University of Chicago den Master of Science in Mathematik. Danach wirkte Turner als Mathematiklehrer von 1937 bis 1938 an der University of Tennessee und von 1938 bis 1940 an der University of Wisconsin–Milwaukee.
Turners Industriepraxis als Flugzeugingenieur begann 1941 mit seinem Eintritt bei dem Flugzeugbauer Chance Vought in Bridgeport (Connecticut), bevor er 1949 zu Boeing in Seattle wechselte. Dort entfaltete Turner eine außerordentlich erfolgreiche berufliche Wirksamkeit, die 1956 in dem zusammen mit Clough, Martin und Topp publizierten Aufsatz zur Festigkeitslehre bei Festkörpern kulminierte, der als Geburtsurkunde der Finite-Elemente-Methode (FEM) gilt. Im selben Jahr avancierte Turner zum Chef der Structural Dynamics Unit und stieg schon 1958 zum Leiter der Abteilung Structural Research and Development auf. Kurz darauf gelang ihm mit seiner direkten Steifigkeitsmethode (Direct Stiffness Method) ein zweiter Geniestreich und bereitete damit den Boden für die Hegemonie des Deformationsverfahrens bei der finite Element Analyse. So stieß Turner das Tor zur Herausbildung der Computational Mechanics (computergestützte numerische Mechanik) auf.
1968 übernahm Turner die Verantwortung der Structural Dynamics der Supersonic Transport (SST) Division (Abteilung zur Entwicklung von Überschallflugzeugen), wechselte 1972 zur Structural research der Commercial Aircraft Division und ging 1983 in den Ruhestand. Seit Mitte der 1960er Jahre befasste sich Turner mit der Optimierung von Flugzeugstrukturen und anschließend mit der Strukturanalyse von Überschallflugzeugen. Während seiner beruflichen Tätigkeit bei Boeing gelang es Turner nicht nur begabte Ingenieure wie Bruce Greene, Bob Melosh Dick Merritt, Bob Jones Dick McLay, J. A. Seiler, Don Strome, L. J. Topp und R. C. Weikel zu gewinnen, sondern auch Wissenschaftler wie Harold Martin, Ellis Dill und Ray William Clough für gemeinsame Forschungsprojekte anzuregen. Diese Namen stehen für bahnbrechende Leistungen auf dem Gebiet der FEM, die den logischen Kern der Innovationsphase der Strukturmechanik (1950–1975) ausmachen. Für seine großen Verdienste um die technisch-wissenschaftliche Entwicklung des Flugzeugbaus wurde Turner von American Institute of Aeronautics and Astronautics (AIAA) 1972 mit dem Technical Excellence Award in Structures, Structural Dynamics and Materials geehrt.

## Schriften
- Turner, M. J., 1949. Aerodynamic theory of oscillating sweptback wings. Journal of Mathematics and Physics, Vol. 28, No. 4, pp. 280–293.
- Turner, M. J., Clough, R. W., Martin, H. C., Topp, L. J., 1956. Stiffness and deflection analysis of complex structures. Journal of the Aeronautical Sciences, Vol. 23, No. 9, pp. 805–823, p. 854.
- Turner, M. J., 1959. The direct stiffness method of structural analysis. Structural & Materials Panel Paper, AGARD Meeting, Aachen.
- Turner, M. J., Dill, E. H., Martin, H. C., Melosh, R. J., 1960. Large deflection analysis of complex structures subjected to heating and external loads. Journal of the Aeronautical Sciences, Vol. 27, No. 2, pp. 97–106 & 127.
- Turner, M. J., Martin, H. C., Weikel, R. C., 1962/1964. Further development and applications of the stiffness method AGARD structures and materials panel, Paris, Jul 1962. In: AGARDograph 72: Matrix Methods of Structural Analysis, ed. by B. M. Fraeijs de Veubeke, pp. 203–266. Oxford: Pergamon Press.
- Turner, M. J., 1967. Design of minimum mass structures with specified natural frequencies. AIAA Journal, Vol. 5, No. 3, pp. 406–412.
- Turner, M. J., 1969. Optimization of structures to satisfy flutter requirements. AIAA Journal, Vol. 7, No. 5, pp. 945–951.
- Turner, M. J., Grande, D. L., 1977. Study of metallic structural design concepts for an arrow wing supersonic cruise configuration. NASA CR-2743. * Final report prepared for NASA Langley Research Center under contract NAS1–12287.